# Garang Kuol
Garang Mawien Kuol (sinh ngày 15 tháng 9 năm 2004) là một cầu thủ bóng đá chuyên nghiệp người Úc thi đấu ở vị trí tiền đạo cho câu lạc bộ Newcastle và Đội tuyển bóng đá quốc gia Úc.

## Thống kê sự nghiệp

### Câu lạc bộ
Tính đến 12 tháng 3 năm 2022
| Club                           | Season       | League               | League | League | National cup | National cup | League cup | League cup | Total | Total |
| Club                           | Season       | Division             | Apps   | Goals  | Apps         | Goals        | Apps       | Goals      | Apps  | Goals |
| ------------------------------ | ------------ | -------------------- | ------ | ------ | ------------ | ------------ | ---------- | ---------- | ----- | ----- |
| Central Coast Mariners Academy | 2021         | NPL NSW 2            | 6      | 0      | —            | —            | —          | —          | 6     | 0     |
| Central Coast Mariners         | 2021–22      | A-League Men         | 9      | 4      | 3            | 1            | —          | —          | 12    | 5     |
| Central Coast Mariners         | 2022–23      | A-League Men         | 9      | 2      | 1            | 0            | —          | —          | 10    | 2     |
| Central Coast Mariners         | Total        | Total                | 18     | 6      | 4            | 1            | —          | —          | 22    | 7     |
| Newcastle United               | 2022–23      | Premier League       | 0      | 0      | 0            | 0            | 0          | 0          | 0     | 0     |
| Heart of Midlothian (loan)     | 2022–23      | Scottish Premiership | 7      | 0      | 1            | 0            | 0          | 0          | 8     | 0     |
| Career total                   | Career total | Career total         | 28     | 6      | 5            | 1            | 0          | 0          | 33    | 7     |

1. ↑  Includes Australia Cup, Scottish Cup

### Quốc tế
| Đội tuyển quốc gia | Năm  | Trận | Bàn |
| ------------------ | ---- | ---- | --- |
| Úc                 | 2022 | 3    | 0   |
| Úc                 | 2023 | 2    | 1   |
| Tổng               | Tổng | 5    | 1   |

| # | Ngày                | Địa điểm                                | Đối thủ | Bàn thắng | Kết quả | Giải đấu |
| - | ------------------- | --------------------------------------- | ------- | --------- | ------- | -------- |
| 1 | 24 tháng 3 năm 2023 | Sân vận động Western Sydney, Sydney, Úc | Ecuador | 3–1       | 3–1     | Giao hữu |